# Fabien Brau-Boirie
Fabien Brau-Boirie, nacido el 19 de diciembre de 2005 en Tarbes (Altos Pirineos), es un jugador de Rugby union francés que juega como centro con la Section Paloise. 

## Biografía

### Juventud y formación
Fabien Brau-Boirie nació el 19 de diciembre de 2005 en Tarbes y creció en Bigorra. Descubrió el Rugby union en 2011 al unirse a la escuela de rugby del Entente Sportive des Coteaux de l'Arrêt, donde su familia está involucrada. Su tío, Alain Brau, es el fundador del club.
En 2018, continuó su formación ingresando al Stado Tarbes PR. Se convirtió en capitán del equipo junior  y ganó el campeonato, venciendo a la US Montauban en la final, 31 a 10.
Fue seleccionado por primera vez para la Selección juvenil de rugby de Francia en febrero de 2023.
En junio de 2023, dejó Bigorra para trasladarse a Bearne, uniéndose a la Section Paloise. Brau-Boirie rápidamente se destacó como uno de los jugadores clave del equipo reserva.
A los 17 años, participó en el Supersevens 2023 con la Section Paloise, siendo el jugador más joven del equipo. La Section llegó a la final, pero perdió ante los Barbarians franceses.

### Carrera profesional
Al inicio de la Top 14 2024-25, el entrenador Sébastien Piqueronies anunció que Brau-Boirie se integraba plenamente en la rotación del equipo profesional.
El sábado 23 de noviembre de 2025, durante la jornada 10 del Top 14, Fabien Brau-Boirie, con 18 años, debutó con el equipo profesional en el GGL Stadium de Montpellier. Ingresó al campo en reemplazo de Nathan Decron en un partido en el que la Section Paloise sufrió una dura derrota frente al equipo local.
A principios del año 2025, se destaca con dos actuaciones notables en la Challenge Cup: primero en la victoria en Newport contra los galeses de los Dragons, y luego en una derrota en casa en el Stade du Hameau ante los Ospreys. En este último partido, anota su primer ensayo como profesional.
Para el primer partido del Seis Naciones M20 2025, Fabien Brau-Boirie comienza en el banquillo en la amplia victoria contra Gales en el stade de la Rabine de Vannes, entrando al campo y anotando un ensayo. Luego es titular en el segundo partido contra Inglaterra, siendo uno de los pocos jugadores franceses en destacar en la derrota 27-10 en Bath, en el Recreation Ground.
A medida que avanza la temporada de Top 14, Fabien Brau-Boirie se consolida como titular en la posición de primer centro con su club, la Section Paloise, y desarrolla una prometedora asociación con Émilien Gailleton, destacándose en una victoria contra el Racing 92 en la Paris La Défense Arena a principios de marzo de 2025.
Fabien Brau-Boirie vuelve a ser titular con los Bleuets contra Irlanda en la cuarta jornada del Torneo de las Seis Naciones en el Musgrave Park de Cork. Los franceses se imponen con un marcador de 22-12.
Dos días después de esta victoria, el 9 de marzo de 2025, es convocado por Fabien Galthié, seleccionador del XV de France, para unirse al grupo de 42 jugadores en la preparación del último partido del Torneo de las Seis Naciones contra Escocia. Esta convocatoria se debe a la baja de Pierre-Louis Barassi. Se convierte así en el cuarto jugador de la Section Paloise en ser convocado al equipo francés para el Seis Naciones, uniéndose a Théo Attissogbe y Hugo Auradou, mientras que Émilien Gailleton sigue fuera por lesión en la rodilla.